# Emery (banda)
Emery é uma banda cristã, iniciada em 2001 de estilo post-hardcore, que surgiu em Rock Hill, na Carolina do Sul. Atualmente  a banda está  em Seattle, Washington.
Início da banda
A banda Emery foi formada 2001 em Rock Hill, South Carolina. Quando os integrantes se conheceram no colégio.
Mas nessa época, todos possuiam bandas distintas, e somente quando terminaram o colégio que se uniram e
formaram o Emery. Mas eles optaram por se mudar para Seattle, Washington na busca de um cenário musical melhor que o de sua cidade natal.
A banda tinha quatro integrantes quando aconteceu essa mudança de cidade, sendo eles: Toby Morrell
(Vocais, e guitarra), Devin Shelton (Bateria), Matt Carter (Guitarra, e teclado) e Joel "Chopper" Green
(Baixo). Uma curiosidade é que eles se mudaram no dia 11 de Setembro de 2001, mesmo dia dos atentados
terroristas contra o World Trade Center. Eles ficaram sabendo dos ataques quando pararam em um
restaurante de South Carolina. Depois de algum tempo, Seth Studley e Josh Head se juntaram a banda, como
baterista e tecladista (assim, Devin assumiu a posição de guitarrista da banda).
Em Seattle, eles começaram a fazer shows locais e algumas músicas de forma independente.
"Nós estavamos em um ponto que nós precisavamos de algo real, algo sólido, para darmos isso a uma 
gravadora e dizermos 'Nós temos isso, por favor nos lancem'" disse Chopper.
O nome dado ao conjunto de gravações e demos caseiras feitas nessa época foi "The Columbus EEP Thee"
The Weaks End (2003)
Em 2003, a banda grava seu primeiro disco, intitulado "The Weaks End", junto com o produtor Ed Rose. Pagando
de seu próprio bolso as despesas com estúdio, a banda gravou o disco rapidamente em duas semanas. Depois de
pronto, a banda saiu em uma pequena turnê regional, chegando a se apresentar no 2003' Cornerstone Festival.
Quando voltaram a Seattle, a banda fechou contrato com a Tooth & Nail Records e o álbum "The Weaks End"
foi lançado em Janeiro de 2004. Ele vendeu 110 mil cópias, se tornando assim, um dos maiores lançamentos
da gravadora. Com um som que mistura berros, guitarras marcantes com vocais melódicos, aliada à incrível
competência dos vocalistas Devin e Toby, o Emery alcançou destaque dentro do Christian Rock e Post-Hardcore.
The Question (2005)
Depois de tocar em diversos lugares, com bandas como Hawthorne Heights e Eighteen Vision, a banda voltou a
Seattle para gravar seu segundo álbum. Por motivos pessoais, o baterista Seth Studley deixa a banda, e é logo
substituído por Dave Powell. Powell tocava anteriormente na banda de metalcore/hardcore
"The Bowels of Judas". 
Gravando durante cinco semanas com o produtor Aaron Spinkle (MXPX, Pedro The Lion). O álbum foi lançado
em 2 de Agosto de 2005. Com uma sonoridade um pouco distinta do primeiro álbum (apesar de conservar diversos
elementos), a banda usou samples eletrônicos e arranjos de orquestra em diversas músicas. O nome do álbum,
"The Question" (A Questão, em português) é impresso na frente da capa do álbum, que é um envelope fechado.
Na posterior do álbum tem uma frase: "Where were you when I was..." (Onde você estava, quando eu estava)
e o nome das músicas completam essa frase (exemplo: "Where were you when I was...So Cold I Could See My Breath".
Em 21 de novembro de 2006, foi lançada uma versão deluxe do álbum, que vêm com um dvd. Foram adicionadas
cinco versões acústicas ao cd, e duas novas músicas ao dvd, que também tem um documentário sobre a banda,
algumas músicas ao vivo e alguns extras escondidos, que são músicas demos ou músicas não lançadas.
Para liberar esses extras, procure nos menus "Bonus Feature" e "Live Songs" por símbolos pretos do logo do Emery
e aperte Enter neles.
Em 2006 também, o baixista Joel "Chopper" deixa a banda. Agora Toby e Devin se revezam tocando guitarra
e baixo, tanto nas apresentações ao vivo quanto no estúdio.
I'm Only a Man (2007)
Quando estavam em turnê com o Underoath pela Austrália, a banda anunciou que iriam lançar um novo álbum.
Em 29 de Julho de 2007, apareceu no myspace da banda a música "The Party Song", que foi seguida por
"Rock N Rule", postada em 16 de Agosto de 2007. Eles também lançaram "After the Devil Beats His Wife" e 
"Don't Bore Us, Get to the Chorus" em 17 e 24 de Setembro de 2007, respectivamente. O álbum vazou na 
internet alguns dias antes do seu lançamento oficial, que foi dia 2 de Outubro de 2007, novamente pela
Tooth & Nail Records. "I'm Only a Man" foi produzido por Ryan Boesch e Matt Carter, e foi gravado no
Dark House Studio, Tennesse. Indo por uma linha experimental, o álbum abusa dos elementos eletrônicos e
sintetizadores, o que rendeu críticas quanto a banda ter mudado seu estilo e um certo receio por parte dos
fãs puristas. "From Cribbin to Coffin", a última faixa do disco, possui dez minutos de duração, diversas
variações, e é algo totalmente novo vindo da banda, sendo um dos destaques do cd. No mesmo dia de lançamento
de "I'm Only a Man", também chegou as lojas a sua versão deluxe, que assim como seu predecessor, vêm com
um dvd. No cd foram adicionadas versões ácusticas de músicas antigas e novas. No Dvd tem dois show completos,
o "Take Action Tour" (gravado quando estavam em turnê com o Red Jumpsuit Apparatus), e um acústico. Além
disso, tem um documentário que mostra o dia-a-dia da banda durante a gravação do álbum. Foi lançada também
uma música chamada "Whoa! Man", exclusivamente pelo iTunes.
While Broken Hearts Prevail (2008)
Em 2008, a banda vêm ao Brasil pela primeira vez, se apresentando na Sede Social do Palestra Italia, ao lado de Envydust, Dance
of Days, Strike, Lovehatehero e diversas bandas no Abc Pro Hc. Em Agosto, a banda anunciou que ia lançar
um EP, que conteria músicas do próximo álbum.
Em Novembro a banda lançou u o EP "While Broken Hearts Prevail". Com esse lançamento, a banda 
afirma que o EP e o álbum serão o oposto das experimentações de "I'm Only a Man", e que soara como os 
trabalhos anteriores a esse. Isso deixou os fãs que gostam do "The Weaks End" e "The Question" muito 
satisfeitos. Um dos destaques do cd era uma nova versão para "Thoughtlife". O EP tem o mesmo nome de uma
música do "The Columbus EEP Thee".
...In Shallow Seas We Sail (2009)
No dia 7 de Abril de 2009, a banda liberou a "Cuttroath Collapse", a primeira música do novo álbum. 
"...In Shallow Seas We Sail" foi lançado dia 2 de Junho de 2009, com produção de Aaron Sprinkle e 
Matt Carter. Nessa mesma época, a banda renovou seu contrato com a Tooth & Nail. O álbum foi bem recebido
pelos fãs. As músicas estão rápidas e pesadas, variando em alguns momentos para melódicos. O produtor Aaron
Spinkle empresta seus vocais para "In Shallow Seas We Sail", a sexta faixa do álbum. E a banda novamente
surpreende com um trecho em italiano/espanhol na faixa "Dear Death Part.1". Foi lançada pelo iTunes, e em
um compacto em vinil 7" (no single da Cuttroath Collapse) a música bônus "Closed Eyes, Open Hands".
A banda atualmente prepara o videoclipe de "Cuttroath Collapse", que tem estréia prevista para Julho de 2009.
E está em turnê pelos Estados Unidos.

## Membros
| Membros atuais - Toby Morrell — vocal principal (2001–presente), baixo (2006–presente), guitarra (2001-2011, 2013–2014, 2015—presente) - Devin Shelton — vocal (2001-2011, 2013–2014, 2015—presente), baixo (2006-2011, 2013–2014, 2015—presente), guitarra (2001-2011, 2013–2014, 2015—presente), bateria (2001) - Josh Head — vocal gutural, teclados, sintetizador (2001–presente) - Matt Carter — guitarra, vocal de apoio (2001–presente) - Dave Powell — bateria (2005–presente) Antigos membros - Joey Svendsen — baixo (2001) - Joel "Chopper" Green — baixo (2001–2006) - Seth Studley — bateria (2001–2004) | Músicos de apoio - Andy Nichols – baixo, vocal de apoio (2011–2013, 2015), bateria (2016) - Matt MacDonald – baixo, vocal de apoio (2015) - Jeremy Spring – baixo, vocal de apoio (2014) - Dane Andersen – bateria (2012) - Andrew Nyte – bateria (2013) - Chris Keene — guitarra, baixo (2017—presente) |

Línea de tiempo

## Discografia

### Álbuns de estúdio
- The Weak's End (2004)
- The Question (2005)
- I'm Only a Man (2007)
- ...In Shallow Seas We Sail (2009)
- We Do What We Want (2011)
- You Were Never Alone (2015)
- Eve (2018)
- TSA (2019)

### EPs
- The Columbus EEP Thee 2002
- The Weak's End EP
- The Question Pre-Sale Exclusive (Acoustico EP), 2005
- I'm Only A Man Deluxe Edição 2007
- While Broken Hearts Prevail (EP), 2008